# Saint-Abit
Saint-Abit är en kommun i departementet Pyrénées-Atlantiques i regionen Nouvelle-Aquitaine i sydvästra Frankrike. Kommunen ligger i kantonen Nay-Ouest som tillhör arrondissementet Pau. År 2022 hade Saint-Abit 300 invånare.

## Befolkningsutveckling
Antalet invånare i kommunen Saint-Abit
| Referens: INSEE |